# Dominique Kpoghomou
Pour les articles homonymes, voir Kpoghomou.
Dominique Zabia Kpoghomou est un pédagogue et homme politique guinéen.
Depuis janvier 2022, il est conseiller au sein du Conseil national de la transition (CNT) de la république de Guinée dirigé par Dansa Kourouma.

## Biographie

### Études
En 2019, il obtient son Master of Arts (EducationalTechnology) à l'Université Concordia.

### Parcours professionnel
Depuis décembre 2011, il est le coordinateur international de l'ONG CHEFAIDE et conseiller de l'entreprise canadienne SIRETA.CA.
Dès 2013, il est parmi l'équipe de promoteurs de la Maison de Guinée à Montréal (Québec), qui a ouvert ses portes en 2015. 
En 2014, pendant l'épidémie d'Ebola, il était président par intérim de l’Association des jeunes Guinéens de Montréal. Dans cette fonction, il a plaidé pour le rapatriement des Canadiens guinéens et de tous les Canadiens se trouvant en Guinée.

### Parcours politique
Le 22 janvier 2022, Dominique Kpoghomou est nommé par décret membre du Conseil national de la transition en tant que représentant des activistes de la société civile,.

## Publication
Creating the French Version of the « Quebec Society Course » taught online, through Moodle, at Carleton University, 2015.[lire en ligne]